# Этцен
Этцен (нем. Oetzen) — община в Германии, в земле Нижняя Саксония.
Входит в состав района Ильцен. Подчиняется управлению Роше. Население составляет 1226 человек (на 31 декабря 2010 года). Занимает площадь 30,7 км².
Коммуна подразделяется на 6 сельских округов.